# Technicolor (Physik)

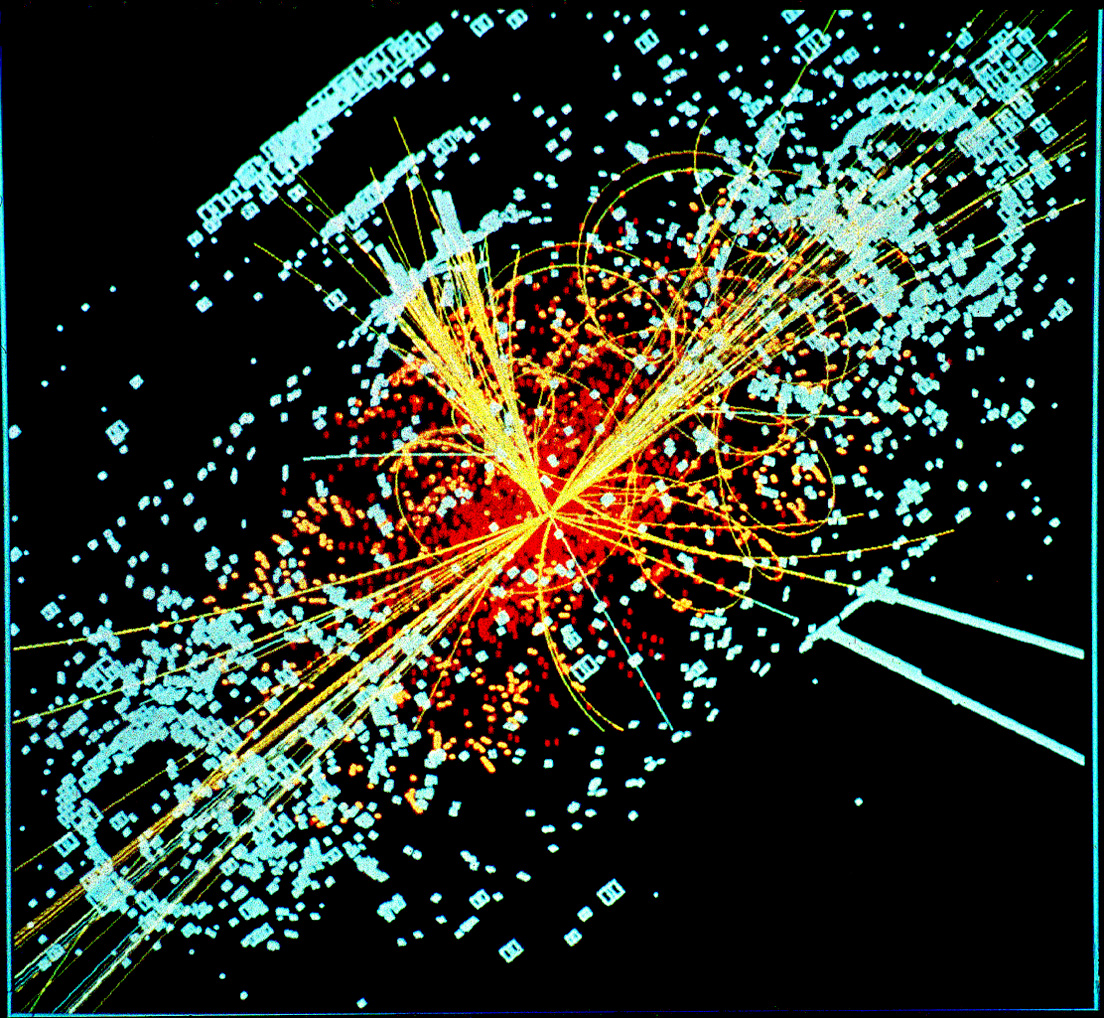
Simulation des hypothetischen Zerfalls eines Higgs-Teilchens in Teilchen-Jets am CMS/CERN

Unter dem Begriff Technicolor-Theorien (TC) werden in der Elementarteilchenphysik Erweiterungen des Standardmodells zusammengefasst, in denen das skalare Higgs-Boson kein fundamentales Teilchen ist, sondern ein Bindungszustand von neu eingeführten Fermionen, den Techniquarks.
Die Bindung erfolgt über eine ebenfalls neu eingeführte starke Wechselwirkung, die ähnlich der Quantenchromodynamik aufgebaut ist (als Yang-Mills-Theorie, d. h. als nichtabelsche Eichtheorie), mit neuen Farbfreiheitsgraden (colors), deshalb die Bezeichnung Technicolor, ursprünglich in scherzhafter Anlehnung an das Technicolor-Verfahren des Farbfilms.

## Motive
Ein Motiv für ein analoges Vorgehen in den TC-Theorien ist, dass fundamentale skalare Teilchen wie das Higgs-Boson in der Quantenfeldtheorie von vielen Theoretikern als unnatürlich empfunden werden.
Ein anderes Motiv ist, eine fundamentale Theorie zu finden, die die Parameter des Standardmodells erklärt (Kopplungskonstanten, Mischungswinkel, Massen).
TC-Theorien stellen außerdem als Alternative zu supersymmetrischen Theorien eine Lösung des Hierarchieproblems dar. Dieses ergibt sich aus der Mischung – durch Strahlungskorrekturen in 1-Schleifen-Diagrammen – der sehr unterschiedlichen Skalen der Symmetriebrechung (elektroschwacher Symmetriebruch und GUT-Skala); diese Mischung ist in einer Großen Vereinheitlichten Theorie (Grand Unified Theory, „GUT“) unvermeidlich.

## Dynamischer Symmetriebruch
Da sich bei Technicolor-Theorien der Bruch der elektroschwachen Symmetrie als Folge der Wechselwirkungsdynamik ergibt, spricht man auch von einer Theorie des Dynamischen Symmetriebruchs der elektroschwachen Wechselwirkung.
Der Begriff „Dynamischer Symmetriebruch“ selbst ist nicht auf die Elementarteilchenphysik beschränkt. Zum Beispiel gibt es in der Festkörperphysik bei der BCS-Theorie der Supraleitung, mit der Bildung von Cooper-Paaren aus zwei aneinander gebundenen Elektronen, einen fundamentalen dynamischen Symmetriebruch, allerdings im Rahmen einer abelschen Theorie.
In die Elementarteilchenphysik wurde der Begriff des dynamischen Symmetriebruchs Anfang der 1960er Jahre im Nambu-Jona-Lasinio-Modell (von Nambu und Jona-Lasinio) übertragen und zugleich auf nicht-abelsche Physik erweitert. Diese Theorie ist das Vorbild für viele Theorien mit dynamischem Symmetriebruch.

## Geschichte
Technicolor-Theorien wurden zuerst Ende der 1970er Jahre eingeführt von Leonard Susskind  und Steven Weinberg.
Kurz darauf wurde der Begriff „Extended Technicolor“ (ETC) durch Savas Dimopoulos und Susskind eingeführt sowie durch Estia Eichten und Kenneth Lane (letztere benutzten die Bezeichnung Hypercolor statt Technicolor). Ziel war, die Eichgruppen des Standardmodells und der TC-Theorien in eine gemeinsame Eichgruppe einzubinden und so eine Theorie der Wechselwirkung der üblichen Fermionen des Standardmodells (Leptonen, Quarks) mit den Techniquarks zu erhalten (mit der Möglichkeit der Ableitung der Massen und anderer Parameter des Standardmodells).

## Voraussagen und Probleme
TC-Theorien sagen neue Teilchen voraus, die an Teilchenbeschleunigern wie dem LHC nachgewiesen werden könnten, und liefern auch Kandidaten für Dunkle Materie.
Sie stoßen aber auch auf verschiedene Schwierigkeiten, die sich etwa aus den schon vorliegenden Präzisionsmessungen der elektroschwachen Theorie ergeben. Insbesondere sagen ETC-Theorien Flavour-ändernde neutrale Ströme (flavour changing neutral currents, FCNCs) voraus, die im Standardmodell unterdrückt sind und für die enge experimentelle Schranken vorliegen.
Als Ausweg wurden schon in den 1980er Jahren Walking TC-Theorien vorgeschlagen (durch Thomas Appelquist und andere). Sie wurden in den 2000er Jahren auch numerisch in Simulationen von Gittereichtheorien untersucht.

## Alternativen
Außer TC-Theorien gibt es noch andere Theorien, die ebenfalls aus Fermionen zusammengesetzte Higgs-Bosonen enthalten. Insbesondere:
- Präon-Modelle, bei denen allgemein Quarks und Leptonen aus noch fundamentaleren Fermionen zusammengesetzt sind, und
- Theorien des Higgsbosons als Top-Quark-Kondensat (gebundener Zustand von Top-Quark und Anti-Top-Quark).